# Dolsberg

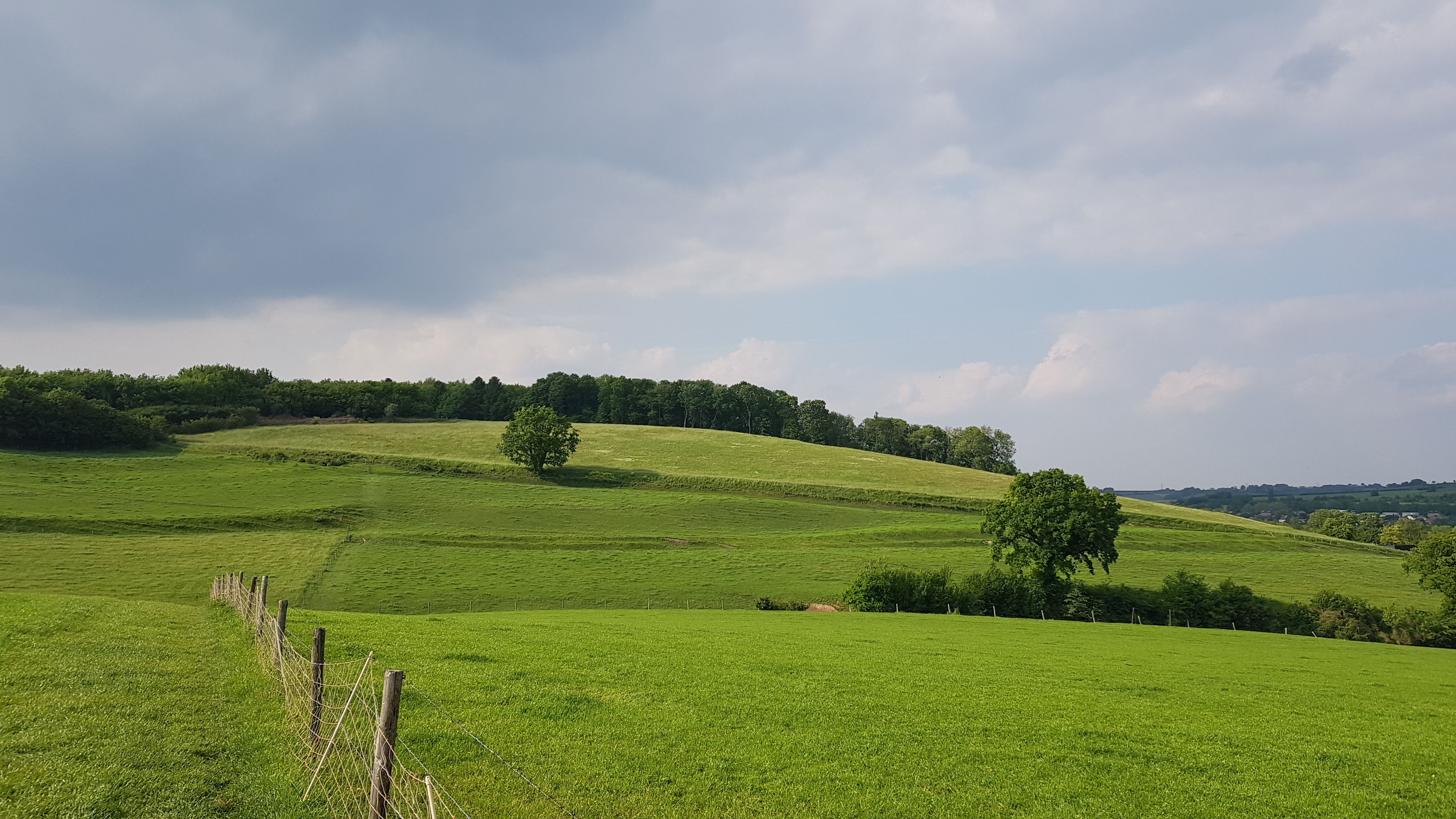
Dolsberg gezien vanuit het zuidwesten

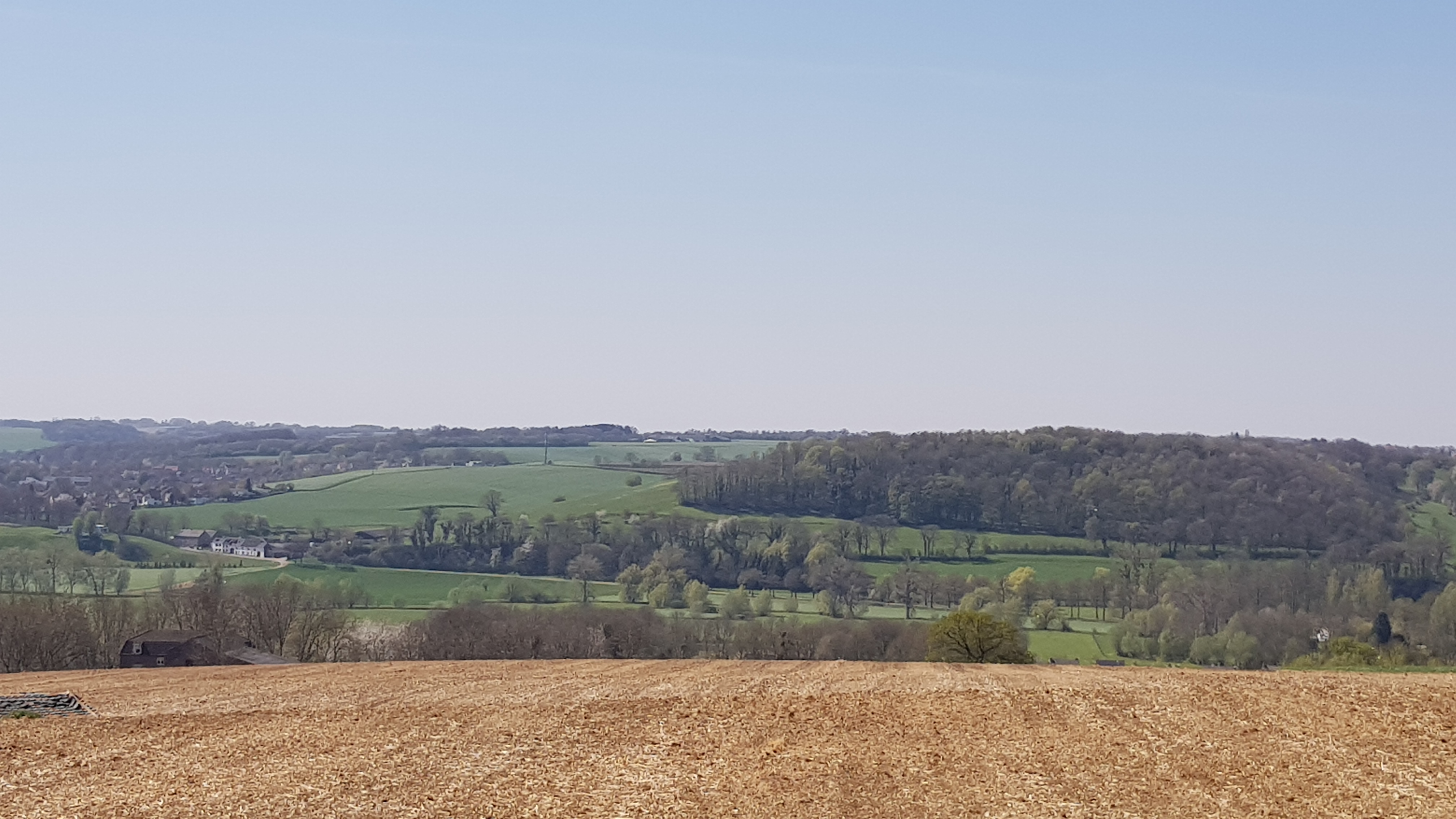
Dolsberg gezien vanuit het noordoosten

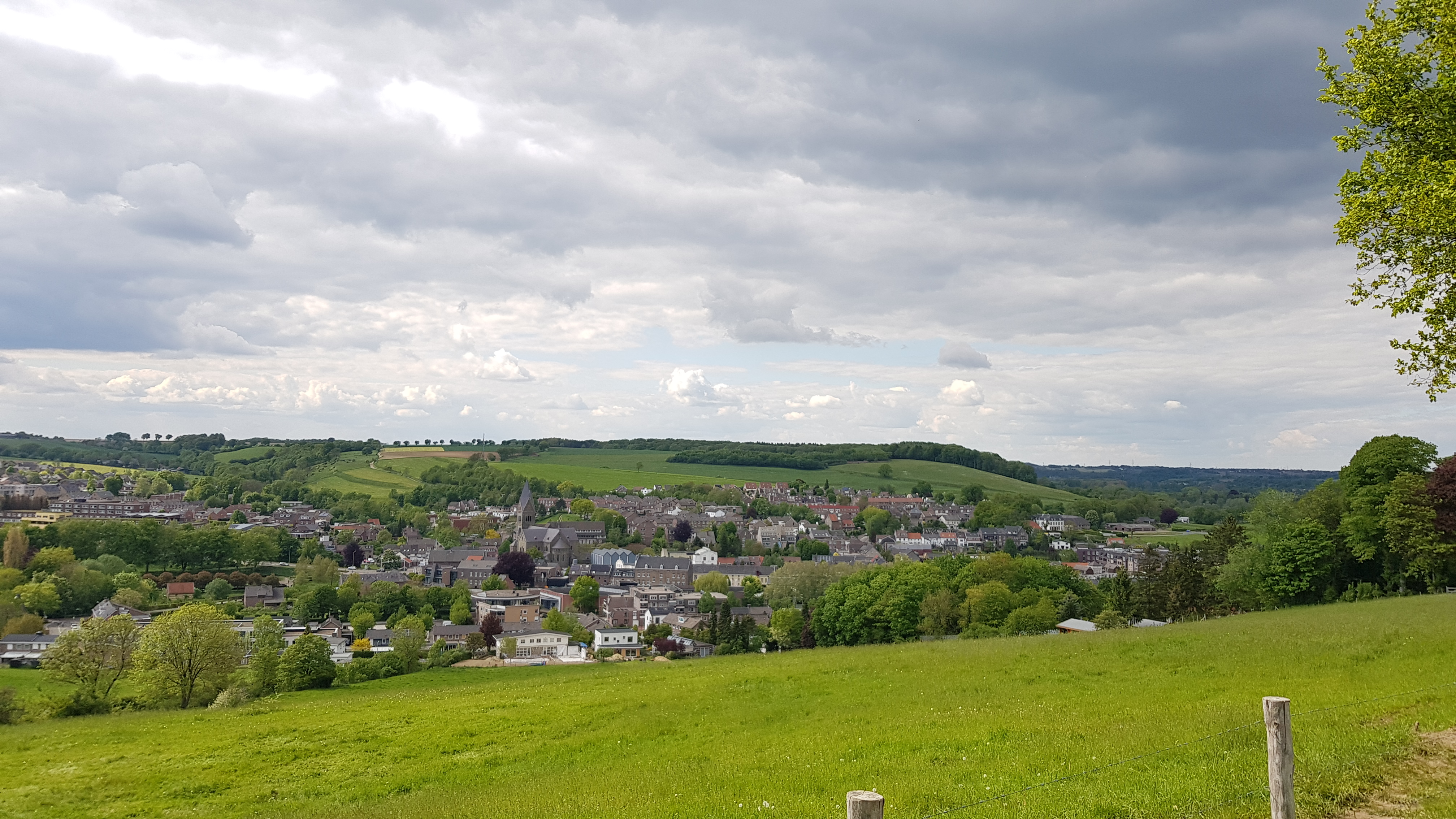
De Dolsberg uitstekend boven het dorp Gulpen

De Dolsberg is een heuvel bij Gulpen in de gemeente Gulpen-Wittem in de Nederlandse provincie Limburg. De heuvel ligt ten noorden van Gulpen en ten zuidwesten van Beertsenhoven. De buurtschap Gracht Burggraaf ligt ten zuidoosten van de Dolsberg aan het uiteinde van een droogdal. Dit droogdal scheidt de Dolsberg van de zuidelijker gelegen Beversberg. De Dolsberg is het oostelijke uiteinde van het Plateau van Margraten, waar ook de Beversberg deel van uitmaakt. Aan de noordzijde van de Dolsberg ligt een ander dieper droogdal, de Beertsengrub, waardoorheen een holle weg loopt en waar Beertsenhoven aan het oostelijke uiteinde van ligt. Ten oosten van de Dolsberg ligt het Geuldal waar het riviertje de Geul stroomt. Aan de andere zijde van het dorp Gulpen ligt de Gulperberg.
De Dolsberg is een steile deels beboste heuvel met een hoogte van ongeveer 160 meter boven NAP. Aan de voet van de heuvel liggen meerdere bronnen.
Er lopen drie paden de heuvel op, dat zijn de Weg Over de Dolsberg, het Dolsbergervoetpad en de Dolsbergerveldweg.
De nabijgelegen abschnittsmotte Gracht Burggraaf is afgesneden van de Beversberg en ligt bij het punt waar de Gulp en de Eyserbeek in de Geul stromen.